# Región Caribe

Naturräume Kolumbiens; im Norden die Región Caribe

Karte der Región Caribe mit den Naturparken (Stand: 2013)

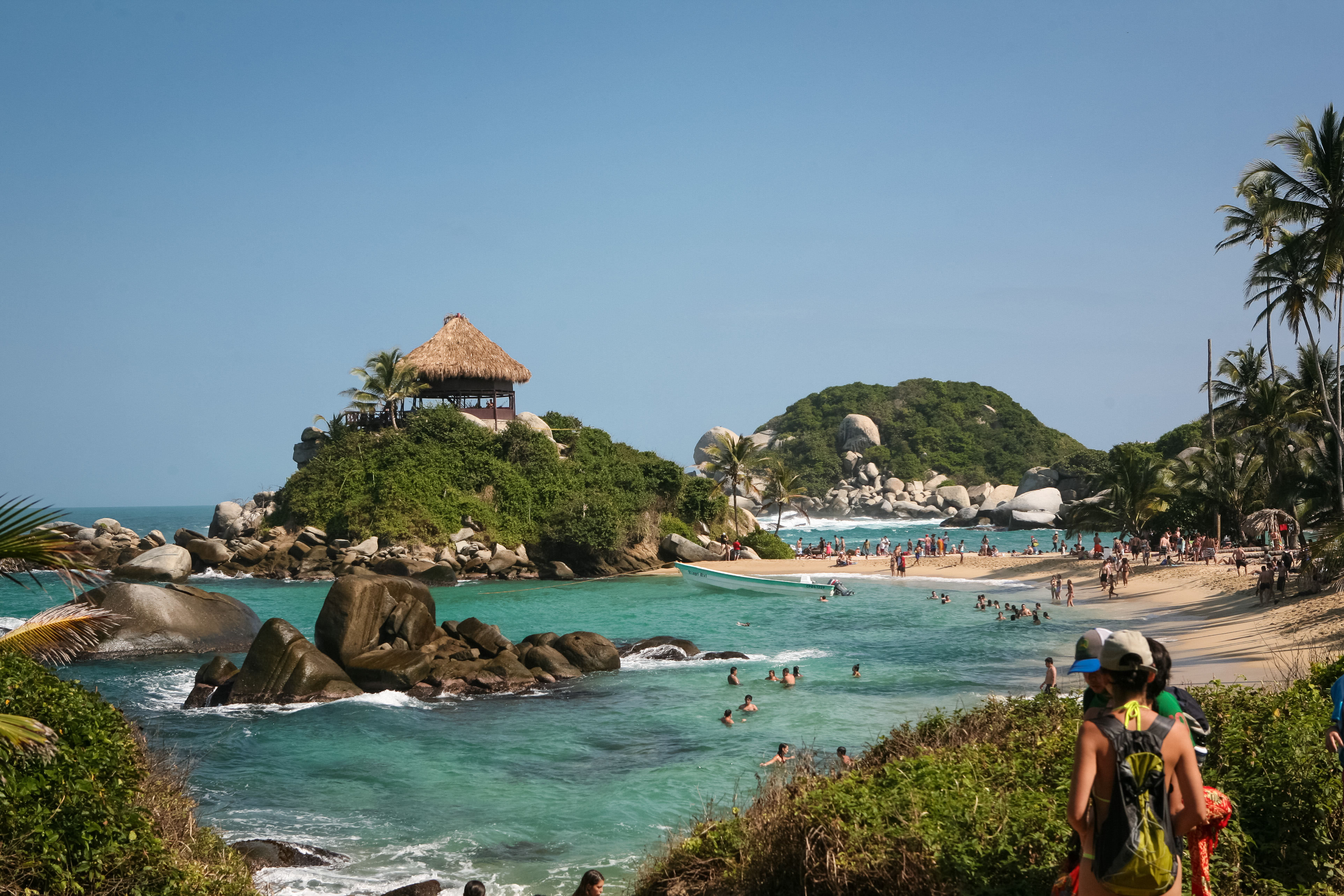
Der Tayrona-Nationalpark in der Región Caribe

Die Región Caribe bildet den nördlichsten Naturraum Kolumbiens.
Die Region grenzt im Norden an das Karibische Meer, dem sie ihren Namen verdankt, im Osten an Venezuela, im Süden an die Región Andina (Andenregion) und im Westen an die Región del Pacífico (Pazifikregion).

## Beschreibung
Die wichtigsten städtischen Zentren sind Barranquilla, Cartagena, Santa Marta, Valledupar, Montería, Sincelejo, Riohacha, Aguachica, Apartadó und San Andrés (wenn man diese Stadt zur Region mitzählt).
Die Region besteht aus der kontinentalen Karibikregion, die an das Karibische Meer angrenzt und (je nach Auffassung) aus dem Karibischen Meer mit den darin liegenden Inselgebieten.
Die Region befindet sich nördlich der Anden. Bedeutsam ist die Sierra Nevada de Santa Marta sowie die Halbinsel Guajira. Die Region wird vom Delta des Río Magdalena beherrscht und hat eine Küstenlinie, die sich vom Golf von Urabá in südwestlicher und in nordöstlicher Richtung bis zum Golf von Venezuela erstreckt. Die höchsten Erhebungen des Gebiets und auch ganz Kolumbiens befinden sich in der Sierra Nevada de Santa Marta; es sind mit jeweils 5775 m der Pico Cristóbal Colón und der Pico Simón Bolívar.
Obwohl die kolumbianische Karibik sonst überwiegend flach ist, zeichnet sie sich durch ihre ökologische Vielfalt aus. So gibt es beispielsweise den Trockenwald in La Guajira (beispielsweise das Gebiet des Santuario de Fauna y Flora los Flamencos) und den Regenwald in der Region des Golfs von Urabá.
Im Osten der Region befindet sich die Sierra de Perijá, die die natürliche Grenze zu Venezuela bildet.

## Teilregionen
Zu den Teilregionen zählen:
- die Halbinsel La Guajira
- die Täler des Río Cesar und des Río Ranchería
- die Sierra Nevada de Santa Marta
- das Delta des Río Magdalena
- die Montes de María
- La Sabana (zwischen dem Departamento de Córdoba, dem Departamento de Sucre und dem Departamento de Bolívar)
- die Täler der Flüsse Río Sinú und Río San Jorge
- die Depresión Momposina (Momposina-Senke)
- die Region La Mojana
- der Golf von Urabá
- die kolumbianischen Hoheitsgewässer des Karibischen Meeres

## Flora und Fauna
Die Vielfalt an Tier- und Pflanzenarten ist aufgrund der klimatischen Vielfalt groß. Einige Arten der Region sind vom Aussterben bedroht (z. B. die Rundschwanzseekühe und die Paka). Zu den am häufigsten vorkommenden Tieren gehören der Ozelot, das Seidenäffchen, der Ara, Haie und mehrere Arten von Schlangen. Erwähnenswert ist, dass Arten wie Prochilodus magdalenae und der Kaiman auch in den Flüssen zu finden sind. In den Meeren, insbesondere auf den Islas del Rosario bei Cartagena de Indias gibt es große Korallenriffe.
Wichtig sind die Mangrovenwälder; die Moorgebiete der Sierra Nevada de Santa Marta sind auch die Heimat der Espeletia.

## Naturparke
Die Naturparke (Parques Nacionales Naturales) der Region sind die folgenden:
| Bild | Gründungsjahr | Bezeichnung                                                                     | Region                               | Departamento                   | Fläche (ha) |
| ---- | ------------- | ------------------------------------------------------------------------------- | ------------------------------------ | ------------------------------ | ----------- |
|      | 1964          | Parque Nacional Natural Sierra Nevada de Santa Marta Decr. 1192 26-v-1977       | Región Caribe                        | Cesar – La Guajira – Magdalena | 383.000     |
|      | 1977          | Vía Parque Isla de Salamanca Resol. 002 12-iii-1982                             | Región Caribe                        | Magdalena                      | 56.200      |
|      | 1969          | Parque Nacional Natural Tayrona Resol. 002 12-iii-1982                          | Región Caribe                        | Magdalena                      | 15.000      |
|      | 1977          | Parque Nacional Natural corales del Rosario y San Bernardo                      | Región Caribe                        | Bolívar                        | 120.000     |
|      | 1977          | Santuario de fauna y flora ciénaga grande de Santa Marta Resol. 002 12-iii-1982 | Región Caribe                        | Magdalena                      | 26.810      |
|      | 1977          | Parque Nacional Natural Macuira Resol. 002 12-iii-1982                          | Región Caribe                        | La Guajira                     | 25.000      |
|      | 1977          | Santuario de Fauna y Flora los Colorados Resol. 002 12-iii-1982                 | Región Caribe San Juan de Nepomuceno | Bolívar                        | 1.000       |
|      | 1977          | Parque Nacional Natural Paramillo Resol. 002 12-iii-1982                        | Región Caribe                        | Antioquia – Córdoba            | 460.000     |
|      | 1977          | Santuario de Fauna y Flora los Flamencos Resol. 002 12-iii-1982                 | Región Caribe                        | La Guajira                     | 7.682       |
|      | 2002          | Santuario de Fauna y Flora El Corchal „El mono Hernández“                       | Región Caribe                        | Sucre – Bolivar                | 3.850       |
|      | 2013          | Santuario de fauna y flora Acandí, Playón y Playona                             | Región Caribe                        | Chocó                          | 26.232      |
|      | 2013          | Parque nacional natural Corales de Profundidad                                  | Región Caribe                        | Bolívar                        | 149.192     |
|      | 2014          | Parque nacional natural Bahía Portete-Kaurrele                                  | Región Caribe                        | La Guajira                     | 12.500      |

Siehe auch:
- Parque nacional natural Old Providence McBean Lagoon (Région insular)
- Parque Nacional Natural Reserva Natural Cordillera Beata (gegründet 2022)

## Flüsse
Die wichtigsten Flüsse der Karibikregion sind der Río Magdalena, der Río Cauca, der Río Sinú, der Río San Jorge, der Río Cesar, der Río Atrato und der Río Ranchería.

## Lagunen und Sümpfe
In der Región Caribe gibt es auch große Gebiete mit Süßwasser. Das wichtigste dieser Gebiete ist die Ciénaga Grande de Santa Marta.
Daneben gibt es:
- die Ciénaga de Zapatosa im Verlauf des Río Cesar
- die Ciénaga de Ayapel, im Verlauf des Río San Jorge
- die Ciénaga de Betancí, in Córdoba, im oberen Teil des Sinú-Flusses
- die Ciénaga Grande del Bajo Sinú, im Norden von Córdoba, am Lauf des Sinú-Flusses
- den Stausee Ciénaga Guájaro, im Bereich des Canal del Dique im Departamento del Atlántico
- die Ciénaga de Zapayán, im Unterlauf des Río Magdalena

## Departamentos und Städte
Zu den Departamentos der Región Caribe gehören (in Klammern ist jeweils die Hauptstadt angegeben):
- das Departamento del Atlántico (Barranquilla)
- das Departamento de Bolívar (Cartagena de Indias)
- das Departamento de Córdoba (Montería)
- das Departamento del Magdalena (Santa Marta)
- das Departamento del Cesar (Valledupar)
- La Guajira (Riohacha)
- das Departamento de Sucre (Sincelejo)
- das Departamento de Antioquia (Apartadó)

Zwei Städte in der Región Caribe gehörten zu den sechs wichtigsten Städten Kolumbiens:
- Barranquilla (mit ca. 1,3 Millionen Einwohnern) ist die viertgrößte Stadt des Landes, das Ballungsgebiet mit 2,3 Millionen Einwohnern umfasst auch die Gemeinde Soledad (ca. 0,7 Millionen Einwohner)
- Cartagena (mit rund 1 Million Einwohner und rund 1,4 Millionen Einwohnern im Ballungsgebiet)

Weitere wichtige Städte sind Santa Marta mit einer Bevölkerung von ca. 600.000 Einwohnern, Montería und Valledupar, Sincelejo und Riohacha, Aguachica und Apartadó sowie Caucasia, Magangué, El Carmen de Bolívar, Maicao, El Banco und Santa Cruz de Lorica.